# Jóakarat játékok
A jóakarat játékok egy nemzetközi sport- és kulturális rendezvénysorozat volt. 1986 és 2001 között összesen öt nyári és egy téli játékokat rendeztek. A játékok megálmodója Ted Turner milliárdos amerikai médiavállalkozó volt.

## Előzmények
Az 1980-as évek elején az olimpiai mozgalom történetének egyik legsúlyosabb válságát élte. A müncheni terrortámadás és a montreali anyagi csőd után két csonka olimpia következett. A moszkvai játékokat az Amerikai Egyesült Államok és további 64 ország bojkottálta, tiltakozva a Szovjetunió afganisztáni bevonulása ellen. Válaszul a Los Angeles-i játékokon a Szovjetunió vezetésével 14 ország, köztük Magyarország nem vett részt. A hidegháborús feszültség hosszú válságot ígért, különösen azért, mert a Nemzetközi Olimpiai Bizottság a következő olimpia rendezési jogát Szöulnak ítélte, miközben a keleti blokk országainak nem volt diplomáciai kapcsolata Dél-Koreával.
Ekkor vetette fel Ted Turner amerikai milliárdos médiavállalkozó, hogy legyen egy olyan rendezvénysorozat, amely lehetőséget teremt a szemben álló országok sportolói közti békés vetélkedésre.

## A játékok
Az első játékokra 1986. július 5. és 20. között került sor Moszkvában, 79 ország több mint 3000 sportolója részvételével. 18 sportágban összesen 182 aranyérmet osztottak ki. A játékok színvonalas versenyeket és nagy médiaérdeklődést, egyértelmű sikert hoztak.
Bár az előzetes aggodalmak nem váltak valóra és Szöulban szinte a teljes olimpiai család részt vett a játékokon, majd a demokratikus változásokat követően a keleti blokk is felbomlott, 1990-ben az egyesült államokbeli Seattle-ben 54 ország több mint 2300 sportolója részvételével megtartották a második játékokat. A 21 sportág között szerepelt például az olimpiai programban akkor még nem szereplő baseball és a téli programban szereplő műkorcsolya is. A sportrendezvények mellett 24 nemzet 1400 résztvevőjével művészeti program is volt.
A Szovjetunió felbomlása után Oroszország rendezte meg a következő játékokat. 1994-ben Szentpétervárott 74 ország több mint 2000 sportolója versengett 25 sportágban.
1998-ban ismét az Egyesült Államok volt a rendező, New Yorkban 50 ország több mint 2500 sportolója vett részt. 25 sportágban rendeztek versenyeket.
2000-ben megrendezték az első – és mint később kiderült, az utolsó – téli játékokat. Lake Placidban 11 sportágban tartottak versenyeket, melyek mindössze négy napig tartottak.
Az olimpiai játékok újabb reneszánsza miatt a játékok egyre kisebb érdeklődést váltottak ki. 2001-ben az ausztráliai Brisbane-ben 70 ország 1300 sportolójának részvételével, 14 sportággal az utolsó játékokat rendezték. Bár még kijelölték a 2005-ös téli és nyári játékok rendezőit – Calgaryt és Phoenixet –, de ezeket már nem rendezték meg.

## Magyarok a jóakarat játékokon
Magyarország sportolói valamennyi nyári játékokon részt vettek és 2 arany-, 6 ezüst- és 19 bronzérmet nyertek. Aranyérmesek: Egerszegi Krisztina (1990, úszás, női 200 méter hát), Csollány Szilveszter (2001, torna, gyűrű).